# EXIT
EXIT je ljetni glazbeni festival koji se održava svake godine u Petrovaradinskoj tvrđavi u Novom Sadu, Srbija.
Festival su osnovali novosadski studenti 2000. godine. Prve godine (2000.) je bio održan na novosadskoj plaži "Štrand", da bi se nakon godinu dana preselio na Petrovaradinsku tvrđavu. Ubrzo je izrastao u veliki festival, poznat diljem Europe. Godine 2007. u Londonu je izabran kao najbolji europski festival.
Na festivalu, osim srpskih glazbenika kao što su Disciplina kičme, Partibrejkers, Rambo Amadeus, Eyesburn, nastupali su i mnogi svjetski poznati glazbenici, između ostalih i Asian Dub Foundation, Massive Attack, Soulfly, Apocalyptica, Garbage, The White Stripes, Slayer, Franz Ferdinand, Pet Shop Boys, The Prodigy, Snoop Dogg, Wu-Tang Clan, Manu Chao, The Cardigans, Moloko, Morrissey, Sex Pistols, Moby, Lily Allen, Korn, Madness i mnogi drugi, dok su od hrvatskih glazbenika nastupali KUD Idijoti, Darko Rundek, Massimo Savić, Let 3, Lollobrigida, Jinx, TBF, i mnogi drugi.
Sea Star Festival u Umagu podružnica je EXITA od 2017. godine.

## Galerija
- Dance pozornica
- Fusion pozornica
- World pozornica

## Vanjske poveznice
- Službena stranica (srp.) (engl.) (nizoz.)